# Tatsuya Suzuki (fotbollsspelare född 1982)
Tatsuya Suzuki (鈴木 達也 Suzuki Tatsuya?), född 1 augusti 1982 i Kanagawa prefektur, är en japansk före detta fotbollsspelare.
Suzuki började sin karriär 2005 i Kashiwa Reysol. 2008 flyttade han till FC Tokyo. Med FC Tokyo vann han japanska ligacupen 2009 och japanska cupen 2011. Efter FC Tokyo spelade han för Tokushima Vortis. Han avslutade karriären 2013.